# Bandha
Le bandha (IAST ; बन्ध en devanāgarī) ce terme masculin sanskrit signifie : action de lier, ligature, lien, attache, chaîne, entrave ; tendon ; union, jonction ; accouplement ; capture, emprisonnement ; posture sexuelle, de gymnastique ou de yoga.

## Dans l'hindouisme
En philosophie, bandha signifie l'attachement au monde par la chaîne de nos actes ; il est l'opposé de mukti.

### Yoga
Dans le hatha yoga, il existe trois bandhas qui verrouillent l'énergie au sein du corps lors de la pratique des āsana et du pranayama. Un bandha est une contraction de groupes musculaires qui se localisent en trois niveaux du buste :
- Jalandhara Bandha : compression de la gorge par inclinaison de la tête ;
- Uddiyana Bandha : le ventre est rentré par expansion de la cage thoracique ;
- Mula Bandha : les muscles du périnée sont contractés pour fermer la base du tronc.

## Dans le jaïnisme
L'utilisation philosophique du terme bandha dans le jaïnisme rejoint celle de l'hindouisme. Le bandha est synonyme de l'attachement des particules de karma à l'âme pour le croyant jaïn. Ainsi, le bandha fait partie des neuf tattva qui sont neuf principes éclairant l'humain à la recherche de solutions pour atteindre l'éveil, le moksha. Il faut les conjuguer à la foi droite, à la connaissance juste et à la conduite intègre pour se libérer du karma.